# Luizão (calciatore 1990)
Walter Luiz Silva de Araújo, meglio noto come Luizão (Firminópolis, 23 giugno 1990), è un calciatore brasiliano, difensore del XV de Piracicaba.

## Carriera
Ha giocato nella massima serie dei campionati brasiliano e vietnamita.

## Palmarès

### Club

#### Competizioni nazionali
- Campionato vietnamita: 1

Viettel: 2020

#### Competizioni statali
- Campeonato Paulista Série A2: 1

Portuguesa: 2022